# Figo Roxo de Valinhos
Figo Roxo de Valinhos es un cultivar de higuera tipo Higo Común Ficus carica unífera(produce una sola cosecha por temporada, los higos deotoño), de epidermis con color de fondo verde amarillento con sobre color de púrpura oscuro y costillas marcadas rojizas. Se cultivan en la zona de Valinhos ( Estado de São Paulo, Brasil).

## Sinonimias
- „Figo Roxo“[4]
- „Rojo de Balinhos“, en Ecuador.[5]

## Historia

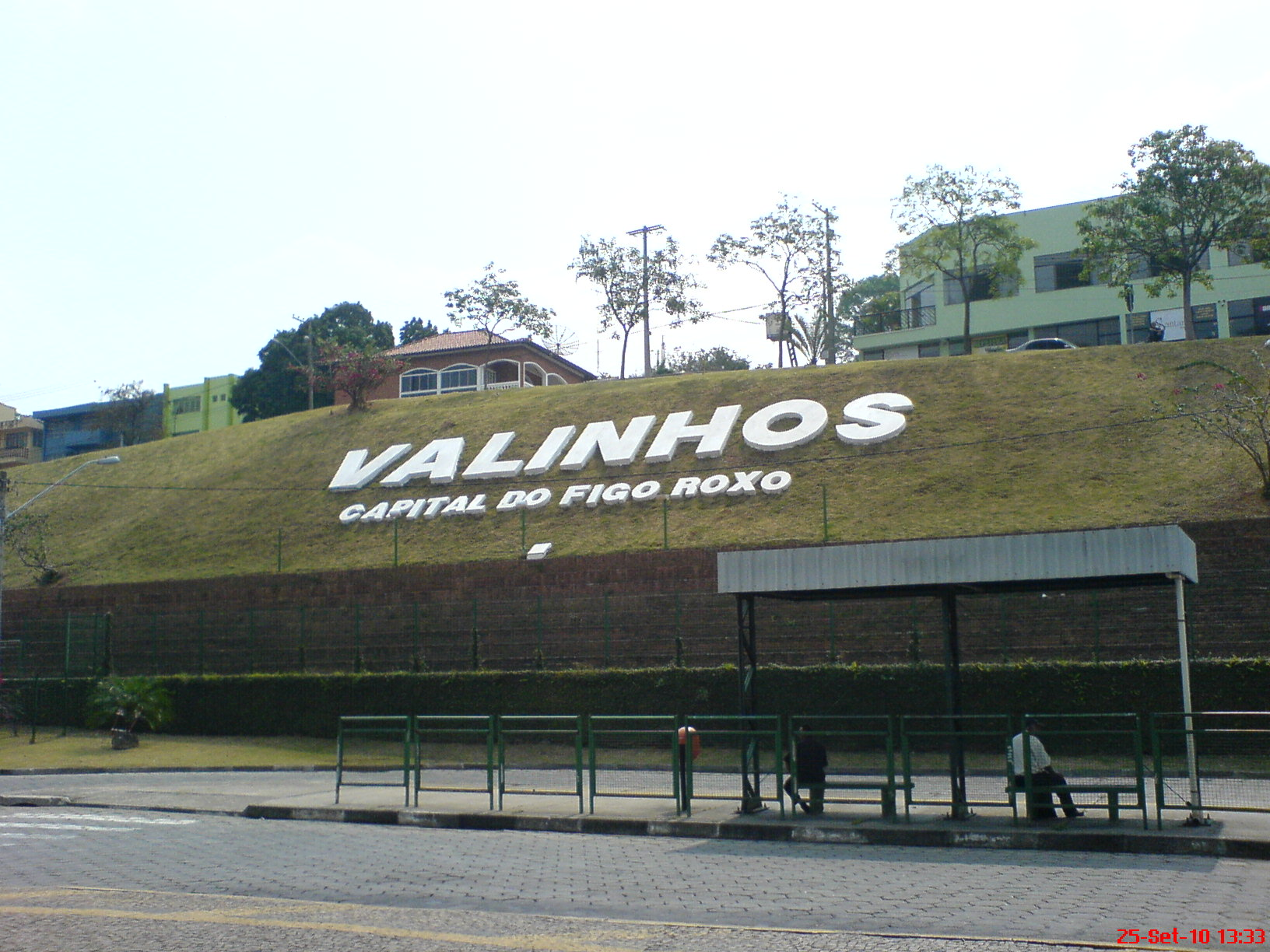
Valinhos la Capital del "Figo Roxo".

La higuera es una especie vegetal con muchas referencias simbólicas. Es la primera planta descrita en la Biblia - Adán vistió sus hojas al descubrir que estaba desnudo. Muchos pueblos de la antigüedad la consideraban sagrada. Otros, fuente de fertilidad y fecundidad. Aunque con relatos de cultivo tan antiguos, su origen es incierto: surgió entre el sur de la península arábiga y la actual Turquía. Desde Oriente Medio, el fruto se extendió a los cuatro rincones del mundo, llegando a Brasil alrededor de 1532 por las manos del colonizador portugués Martim Afonso de Souza.
En Brasil, octavo mayor productor mundial, predomina la especie Ficus carica, la única cultivada con fines comerciales. Con buena adaptación a diferentes condiciones climáticas, a pesar de ser un cultivo de clima templado, la especie encontró aquí un ambiente propicio para su desarrollo. Incluso en el árido nordeste brasileño, se desarrolla bien, generando frutos gruesos y dulces. La mayor parte de la producción nacional se concentra, sin embargo, en la región de Valinhos, en el interior de São Paulo, con enorme prevalencia para la variedad morada de 'Figo Roxo de Valinhos'. Los estados de Minas Gerais, Rio Grande do Sul y Santa Catarina son otros tradicionales productores. La cosecha nacional está orientada hacia el mercado interno y para la exportación.
El inmigrante italiano Lino Busatto, introdujo la plantación de la variedad 'Figo Roxo de Valinhos' en 1901, cuya producción adquirió notoriedad nacional, tanto que Valinhos es conocida como la "Capital do Figo Roxo".
Actualmente también se destaca por una gran producción de guayabas. El municipio también produce marañón, uvas, fresas y caqui. Sin embargo en las últimas décadas se ha destacado por el crecimiento urbano y muchas haciendas y fincas agrícolas han sido substituidas por urbanizaciones y conjuntos de propiedad horizontal.

## Características
La higuera 'Figo Roxo de Valinhos' es una variedad unífera, variedad tipo Higo Común que se cultiva principalmente para la producción de higos. Se trata de una variedad muy adaptada al cultivo de secano, con excelente producción de higos de buen tamaño y características que la hacen comercialmente muy atractiva para consumo en fresco. Cultivar de origen italiano, bastante rústico, con buen vigor y buena productividad.
Los higos 'Figo Roxo de Valinhos' tienen forma oblonga con un pedúnculo alargado, color de epidermis con color de fondo verde amarillento con sobre color de púrpura oscuro y costillas marcadas rojizas, con ostiolo grande con escamas simiadheridas de color rojo intenso, con pulpa color rojo y un tamaño entre 60 y 90g. La planta es propagada a través de estacas y crecen en higueras, que son árboles robustos, pudiendo alcanzar los 10 metros de altura. Las hojas son de color verde claro, con pelos rígidos y fuertes en la página inferior. El tronco es grueso y retorcido. Prefiere climas amenos, pero con riegos constantes y podas correctas es posible producir en todo Brasil.

## Usos
Puede ser consumido en fresco, utilizado en la fabricación de puré, que sirve de relleno de diversos productos de pastelería, o incluso para la obtención de un tipo de vino.
De los productos derivados del higo, lo más importante es el higo seco obtenido mediante la deshidratación del fruto fresco.
La conserva de higos es otra de las grandes usos de los higos. Se elabora con higos otoñales de tamaño reducido, muy dulces, a los que se añade azúcar y un licor, como ron, coñac o jerez. Los higos después de tostados y molido originan un polvo que se puede utilizar como sucedáneo del café. Los higos confitados pueden presentarse en cajas de lata. Para la fabricación de higos en alcohol se necesitan higos pequeños de color oscuro, consistentes y que no estén totalmente maduros.